# Веласкес, Режин
Режин Веласкес (исп. Regine Velasquez; полное имя — Регина Энкарнасьон Ансонг Веласкес-Алкасид, 22 апреля 1970, Тондо, Манила) — филиппинская певица, актриса, музыкальный продюсер и телеведущая. Одна из наиболее влиятельных фигур в поп-культуре Филиппин, известна как «Азиатский соловей» (Asia’s Songbird) благодаря вокальному диапазону (5-6 октав). Обладательница рекордных тиражей альбомов (более 7 млн в Филиппинах и 1,5 млн в Азии), двух премий MTV Asia Awards, 22 премий Awit Awards и 17 Aliw Awards.

## Ранние годы
Родилась в бедной семье: отец Херардо работал на стройке, мать Тересита (урождённая Ансонг) — домохозяйка. Детство провела в Тондо (Манила), Хинундаяне (Южный Лейте) и Балагасе (Булакан). С 3 лет пела под гитару матери, первая выученная песня — «Mr. DJ» Шарон Кунеты. С 6 лет участвовала в певческих конкурсах (67 побед из 200). Отец тренировал её голос, погружая в море по шею для развития дыхания. Окончила Академию Св. Лаврентия в Булакане.

## Карьера

### Музыка

#### Начало (1984—1993)
Победа в шоу Ang Bagong Kampeon (1984) принесла контракт с OctoArts. Дебютный сингл «Love Me Again» (1986) под псевдонимом Чона провалился. После смены имени на Режин выпустила альбом «Regine» (1987, Viva Records). Мировое признание принесла победа на Asia Pacific Singing Contest (Гонконг, 1989) с песнями «You’ll Never Walk Alone» и «And I Am Telling You I’m Not Going». Альбомы «Nineteen 90» (1990) и «Tagala Talaga» (1991) получили платиновый статус.

#### Международный успех
Альбом «Listen Without Prejudice» (1994, PolyGram) с синглом «In Love with You» (дуэт с Джеки Чуном) продан тиражом 700 тыс. экз. Альбом «R2K» (1999) с каверами на «On the Wings of Love» сертифицирован 12× платиновым. Продолжает выпускать альбомы (последний — «Regine» (2023)), участвует в шоу (ASAP, Idol Philippines).

### Актёрская работа
Дебютировала в ТВ-шоу Triple Treat (1987). Главная роль в фильмах:
- «Kailangan Ko’y Ikaw» (2000) и «Pangako Ikaw Lang» (2001) — премия «Королева бокс-офиса».
- «Of All the Things» (2012) — премия Golden Screen.
- «Forever in My Heart» (2004), «Diva» (2010), «Poor Señorita» (2016) (телесериалы).

## Личная жизнь
Замужем за певцом Оги Алкасидом с 22 декабря 2010 года. Сын — Натаниэль Джеймс (род. 2011). Приёмные дочери: Леона и Сара. Проживают в Булакане.

## Избранная дискография
- «Regine» (1987)
- «Nineteen 90» (1990)
- «Listen Without Prejudice» (1994)
- «R2K» (1999)

## Избранная фильмография
- Кино: Paano Kita Iibigin (2007), Of All the Things (2012).
- Телевидение: Maalaala Mo Kaya (2001, премия Star Awards for Television), The Clash (2018, ведущая).